# Джон Сміт (баптист)
Джон Сміт (англ. John Smyth; бл. 1554 — бл. 28 серпня 1612) — ранньоанглійський баптистський міністр і захисник принципу релігійної свободи.
Здобув освіту у школі Королеви Єлизавети (англ. Queen Elizabeth's Grammar School) в Гейнсборо та в Коледжі Христа, Кембридж, де став стипендіатом у 1594 році.
Сміт був висвячений на посаду англіканського священика в 1594 році. Він проповідував у місті Лінкольн у 1600—1602 роках. Незабаром після рукоположення він порвав з Англіканською церквою та виїхав до Голландії, де зазнав впливу армініанства. Він та його невеличка громада почали гаряче вивчати Біблію. У 1609 році, увіривши у хрещення віруючих (тим самим відкинувши хрещення немовлят), сформували одну з найдавніших баптистських церков.
Неприйняття літургії, яке залишається сильним серед багатьох баптистів і сьогодні, ґрунтувалось на тому, що переклад Біблії був «… зусиллям мудрості грішної людини… і тому не повинен бути залучений до поклоніння Богу для читання». Молитва, спів та проповідь повинні були бути абсолютно спонтанними і йти від серця.